# Казаки. Вокруг света
«Казаки. Вокруг света» (укр. Козаки. Навколо світу) — украинский анимационный телесериал, снятый Мариной Медведь на основе персонажей серии короткометражных анимационных фильмов «Казаки». Премьера сериала состоялась 14 октября 2018 на телеканале «1+1». Телесериал рассказывает о трёх запорожских казаков, Ока, Грая и Тура, которые путешествуют по странам мира.

## Производство
«Казаки. Вокруг света» стал победителем четвёртого конкурсного отбора Государственного агентства Украины по вопросам кино и получил поддержку размером 3 млн 157 тыс. грн, что составляет 55,5 % общей стоимости производства.

## Список эпизодов
| № | Название    | Режиссёр       | Сценарист                                      | Дата показа     |
| --- | ----------- | -------------- | ---------------------------------------------- | --------------- |
| 1 | «Австралия» | Марина Медведь | Елена Шульга, Александр Викен и Владимир Дахно | 14 октября 2018 |
| Казаки делают воздушный шар и отправляются на нём в путешествие. Вскоре они оказываются в джунглях Австралии, где казаки знакомятся с местным населением и их культурой. Казаки спасают австралийских животных от браконьеров, придумывая бумеранг и доску для сёрфинга. |             |                |                                                |                 |
| 2 | «Индия»     | Марина Медведь | Елена Шульга, Андрей Куц и Денис Цикановський  | 14 октября 2018 |
| Во время наводнения течением казаков относит к Индии, где они совершают культурный обмен с местным населением. Взаимодействуя с индийцами, Грай учит их играть на свирели, Око играть в шахматы, а Тур освобождает парня от рабства.                                     |             |                |                                                |                 |
| 3 | «Америка»   | Марина Медведь | Наталья Картузова и Владимир Дахно             | 14 октября 2018 |
| Копая колодец, казаки попадают в США, где они познают мир Голливудского кинопроизводства. Герои попадают на кулинарное шоу, в котором случайно придумывают рецепт бургера и побеждают.                                                                                   |             |                |                                                |                 |